# Псеудоспецијација
Псеудоспецијација је концепт који описује како припадност људи одређеним друштвеним групама даје њеним члановима снажан осећај посебности и супериорности. Иако су сви људи биолошки иста врста, они су подељени у различите друштвене групе и свака од њих има свој посебан језик, обичаје, начин одевања, итд. Ове културне разлике могу бити толико велике да припадници различитих друштвених група гледају једни на друге као на потпуно другу врсту (аналогно са процесом формирања биолошки различитих врста, специјација; отуда и назив псеудо + специјација). Термин је сковао амерички психолог Ерик Ериксон. Псеудоспецијација може да има за последицу дехуманизацију припадника других култура, као и дискриминацију, ксенофобију и геноцид.